# Smack (groupe brésilien)
Pour les articles homonymes, voir Smack.
Smack est un groupe brésilien de post-punk, originaire de São Paulo, État de São Paulo, actif entre 1983 et 1986, puis en 2004 et 2015. Leur genre musical est caractérisé par une instrumentation brute et expérimentale, fortement influencée par Gang of Four, Talking Heads, Os Mutantes et The Jam, entre autres.

## Histoire

### Débuts
Smack est formé en 1983 à São Paulo à la suite d'une rencontre entre Sandra Coutinho (à cette époque également membre fondateur de Cabine C et du girls band As Mercenárias), Sérgio « Pamps » Pamplona (ancien membre du groupe Isca de Polícia d'Itamar Assumpção), Edgard Scandurra (du groupe Ira!) et Thomas Pappon (qui jouait également avec Voluntários da Pátria à l'époque et rejoindrait plus tard Fellini),,,,. Pappon en est tellement enthousiaste qu'il quitte Voluntários pour se consacrer entièrement à Smack.
Le premier album du groupe, Ao Vivo no Mosh,,, sort en 1985 sur le label discographique indépendant Baratos Afins, ; le groupe l'enregistre en direct aux Mosh Studios (bien que sans public), d'où le nom de l'album. Pamps avait à l'origine l'intention d'enregistrer un véritable album live, mais des contraintes budgétaires ne lui permettent pas de le faire.
Pour se concentrer davantage sur son nouveau groupe Ira!, Edgard Scandurra quitte Smack en 1986. Désormais trio, le groupe enregistre son deuxième et dernier album studio, Noite e Dia, la même année, qui est également publié par Baratos Afins. Quelque temps après la sortie de Noite e Dia, Smack se sépare, la raison invoquée par Thomas étant « le manque d'intérêt de Pamps pour la poursuite du groupe », ainsi qu'un manque de promotion et des problèmes personnels.

### Retour
En 1996, le groupe se produit à l'Aeroanta de São Paulo, avec Charles Gavin (Titãs) à la batterie.
En 2004, Smack se reforme, mais sans Thomas Pappon (qui avait déménagé en Europe en 1990), et se produit dans quelques salles du Brésil, Pitchu Ferraz le remplaçant au poste de batteur. Deux de leurs morceaux, Fora Daqui et Mediocridade Afinal, sont également inclus dans la compilation The Sexual Life of the Savages, publiée par Soul Jazz Records. En 2008, ils sortent l'EP 3,, sur le label indépendant de Rio Midsummer Madness, leur première sortie depuis 22 ans.
Début 2015, le groupe se reforme avec Pitchu Ferraz dans le line-up,. Le groupe se sépare à nouveau le 5 novembre 2015, après le décès de Pamps d'une cirrhose à l'âge de 62 ans,,,.

## Discographie

### Albums studio
- 1985 : Ao Vivo no Mosh
- 1986 : Noite e Dia

### EP
- 2008 : 3